# Apeadeiro de Esposado
O Apeadeiro de Esposado foi uma interface da Linha de Guimarães, que servia a localidade de Esposade, no município de Matosinhos, em Portugal.

## História

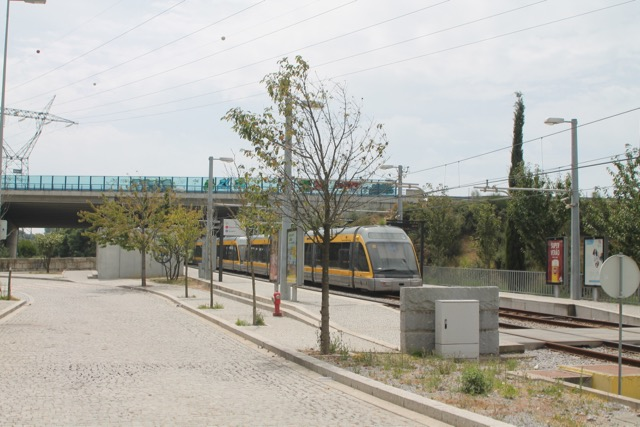
Estação Esposade do Metro do Porto, em 2012.

Esta interface situava-se no lanço da Linha de Guimarães entre Trofa e a Senhora da Hora, que foi inaugurado em 14 de Março de 1932 e abriu à exploração no dia seguinte.
Em 24 de Fevereiro de 2002, foi encerrado o troço entre a Senhora da Hora e Trofa, para ser convertido numa linha do Metro do Porto. O troço da Linha C do Metro do Porto entre a Senhora da Hora e Fórum da Maia (no qual se insere a estação de metro de Esposade) foi aberto à exploração em 30 de Julho de 2005.